# Марцинюк, Иван Витальевич
Иван Витальевич Марцинюк — советский хозяйственный, государственный и политический деятель.

## Биография
Родился в 1910 году в селе Хабно. Член КПСС с 1942 года.
С 1933 года — на хозяйственной, общественной и политической работе. В 1933—1982 гг. — инженер на строительстве канала «Москва-Волга», главный инженер строительства гидротехнических сооружений, участник Великой Отечественной войны, начальник 1-го треста «Донбасстяжстрой» в Луганске, начальник стройтреста в Краматорске, главный инженер «Металлургхимстроя» Казахской ССР, главный инженер «Главташкентстроя», первый заместитель министра строительства Узбекской ССР, Госкомитета Совета Министров УзССР по делам строительства и архитектуры, начальник Главташкентстроя, заместитель председателя Совета Министров Узбекской ССР.
Избирался депутатом Верховного Совета Узбекской ССР 4-го, 5-го, 6-го, 7-го, 8-го и 9-го созывов.
Умер в Москве в 1982 году.